# Национальная гвардия Украины
Национальная гвардия Украины (укр. Національна гвардія України) — воинское формирование c правоохранительными функциями, входит в систему Министерства внутренних дел Украины (МВД) и предназначено для выполнения задач по защите и охране жизни, прав, свобод и законных интересов граждан Украины, общества и государства от преступных и иных противоправных посягательств, охраны общественного порядка и обеспечения общественной безопасности, а также во взаимодействии с правоохранительными органами — по обеспечению государственной безопасности и защиты государственной границы, пресечению террористической деятельности, деятельности незаконных военизированных или вооруженных формирований (групп), террористических организаций, организованных групп и преступных организаций.
Как самостоятельная силовая структура существовала с 1991 по 2000. Как военное формирование с правоохранительными функциями на базе Внутренних войск Министерства внутренних дел Украины и привлечением новых военных кадров на добровольческой основе воссоздана с 13 марта 2014 года. Общая численность — до 60 000 военнослужащих.
Национальная гвардия функционирует в системе Министерства внутренних дел Украины. Министр внутренних дел Украины осуществляет военно-политическое и административное руководство Национальной гвардией Украины. К личному составу Национальной гвардии Украины относятся военнослужащие и работники. Военнослужащие проходят военную службу по контракту и по призыву. Военнослужащие Национальной гвардии Украины на период военной службы останавливают членство в политических партиях и профессиональных союзах. Существует Военный резерв Национальной гвардии Украины. Резервисты, которые проходят службу в Резерве Нацгвардии, получают соответствующие воинские звания.
Непосредственное военное руководство Национальной гвардией Украины осуществляет командующий Национальной гвардии Украины, который назначается Президентом Украины по представлению министра внутренних дел. Освобождается командующий НГУ решением Президента Украины. В соответствии с Указом Президента Украины «Вопрос органа военного управления Национальной гвардии Украины» № 346/2014 командующий Национальной гвардии Украины пользуется в отношении военнослужащих Национальной гвардии Украины правами Министра обороны Украины, которые предусмотрены «Положением о прохождении гражданами Украины военной службы в Вооружённых Силах Украины», распространяющим своё действие на военнослужащих НГУ.
15 апреля 2014 Верховная Рада Украины назначила генерал-полковника Степана Полторака командующим восстановленной Национальной гвардии Украины. С 14 октября 2014 обязанности командующего Нацгвардии выполняет генерал-лейтенант Александр Васильевич Кривенко, первый заместитель командующего Национальной гвардии Украины. С 6 февраля 2015 года обязанности командующего Нацгвардии временно исполнял генерал-лейтенант Николай Иванович Балан, 30 декабря 2015 года командующим был назначен генерал-лейтенант Юрий Владимирович Аллеров. 7 мая 2019 года президент Порошенко своим указом уволил Юрия Аллерова с должности командующего Национальной гвардии. 14 июня 2019 Владимир Зеленский назначил командующим Национальной гвардией Николая Балана.

## История

### Предыстория
Национальная гвардия Украины была создана Законом Украины «О Национальной гвардии Украины» от 4 ноября 1991 года № 1775-XII. Подразделение, основанное на базе Внутренних войск УССР, было распущено Законом Украины «О расформировании Национальной гвардии Украины» от 11 января 2000 года № 1363-XIV. Командующими ГУ НГУ с 1991 по 2000 годы были: генерал-лейтенант гвардии Владимир Кухарец, генерал-лейтенант гвардии Александр Кузьмук, генерал-лейтенант гвардии Александр Чаповский.

### Воссоздание Национальной гвардии

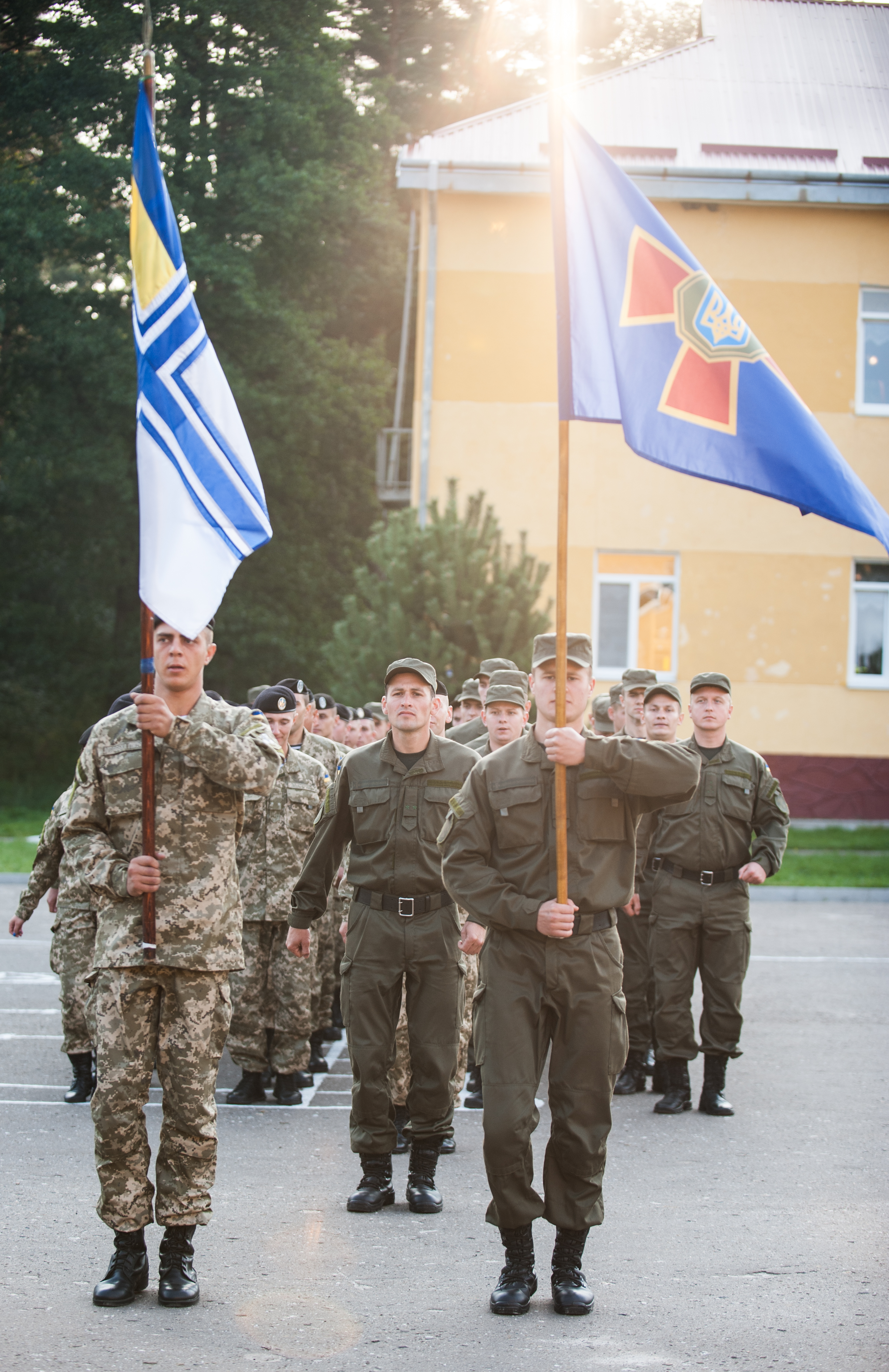
Флаг гвардии во время парада

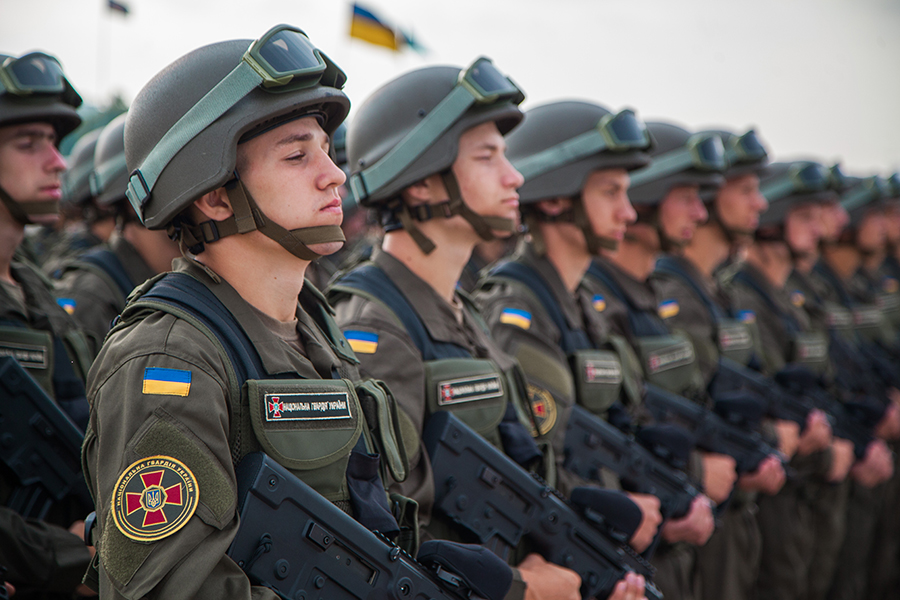
Национальная гвардия Украины

На фоне аннексии Крыма 11 марта 2014 года было принято решение возродить Национальную гвардию Украины.
11 марта 2014 года Верховная рада Украины проголосовала за воссоздание Национальной гвардии Украины. За проект постановления «О Национальной гвардии Украины» проголосовали 262 народных депутата.
13 марта 2014 года Верховная рада Украины утвердила закон № 4393 и финансирование Национальной гвардии. За это решение проголосовали 262 народных депутата из 330 зарегистрированных в сессионном зале. Было отмечено, что базой для восстановления Национальной гвардии должны стать Внутренние войска МВД Украины.
Национальная гвардия была сформирована в связи с преобразованием внутренних войск МВД Украины (с последующим их слиянием). Также в Национальную гвардию вошли бойцы Самообороны Майдана, которые покинули Киев и отправились на полевые учения.
16 марта 2014 года министр внутренних дел Украины А. Б. Аваков заявил, что до конца марта численность Национальной гвардии Украины может быть увеличена до 15 тысяч человек. Он отметил, что мобилизация коснётся почти всей страны и за две недели удастся призвать 10-15 тысяч человек.
31 марта 2014 года стало известно, что из 450 тренирующихся в Нацгвардии самообороновцев только 274 изъявили желание записаться на контракт в резерв, остальные планируют вернуться на Майдан, либо не подошли по состоянию здоровья.
6 апреля 2014 года первый батальон Национальной гвардии принял присягу. Сообщается, что 500 гвардейцев в возрасте от 18 до 55 лет за три недели прошли специальную военную подготовку. На присяге присутствовали и. о. командующего Национальной гвардией Степан Полторак и кандидат в президенты Украины Пётр Порошенко.
В конце июня 2014 было создано Управление национальной безопасности НГУ
В период до начала сентября 2014 года были подписаны документы на создание четырёх батальонов Национальной гвардии Украины (из которых сформированы три и четвёртый находится в стадии формирования), личный состав батальонов вооружён стрелковым оружием и имеет на вооружении небольшое количество миномётов и некоторое количество бронетехники

### Война на востоке Украины
В войне на востоке Украины Национальная гвардия играла одну из главных ролей. Так, 15 апреля 2014 года 350 бойцов Национальной гвардии из числа резервистов, прошедших подготовку в учебном центре Новые Петровцы, и членов Самообороны Майдана, были направлены в район Славянска для участия в боях за город.
9 мая 2014 года Национальная гвардия участвовала в операции по штурму здания Мариупольской милиции, провал которой привёл к многочисленным жертвам. 10 мая подразделения Нацгвардии были выведены из Мариуполя, оставив воинскую часть № 3057 (на территории которой осталось два БТР, три грузовых автомобиля и другое военное имущество), однако через месяц Национальная гвардия вернула Мариуполь под контроль властей Украины.
В октябре 2014 года около 300 солдат срочной службы Национальной гвардии провели в Киеве акцию с требованием демобилизации — солдаты находились на срочной службе 1,5 года вместо положенного года и командование не могло им сказать, когда их демобилизуют. Командующий Степан Полторак назвал их требования незаконными и заявил, что «ребята сейчас действуют на руку товарищу Путину».
12 ноября постановлением кабинета министров Украины № 628 национальная гвардия начала охранять ряд ядерных установок, объектов с ядерными материалами, отходами, источниками ионизирующего излучения. В список вошли все четыре действующие АЭС Украины, ГСП «Чернобыльская АЭС», Институт ядерных исследований НАН Украины (Киев), Национальный научный центр «Харьковский физико-технический институт», ПО «Южный машиностроительный завод им. Макарова», НПО «Павлоградский химический завод» и Павлоградский механический завод ГП «Южмаш» (все три — Днепропетровская область), шосткинские казенные заводы «Звезда» и «Импульс» (Сумская область), Рубежанский казенный химический завод «Заря» (Луганская область).

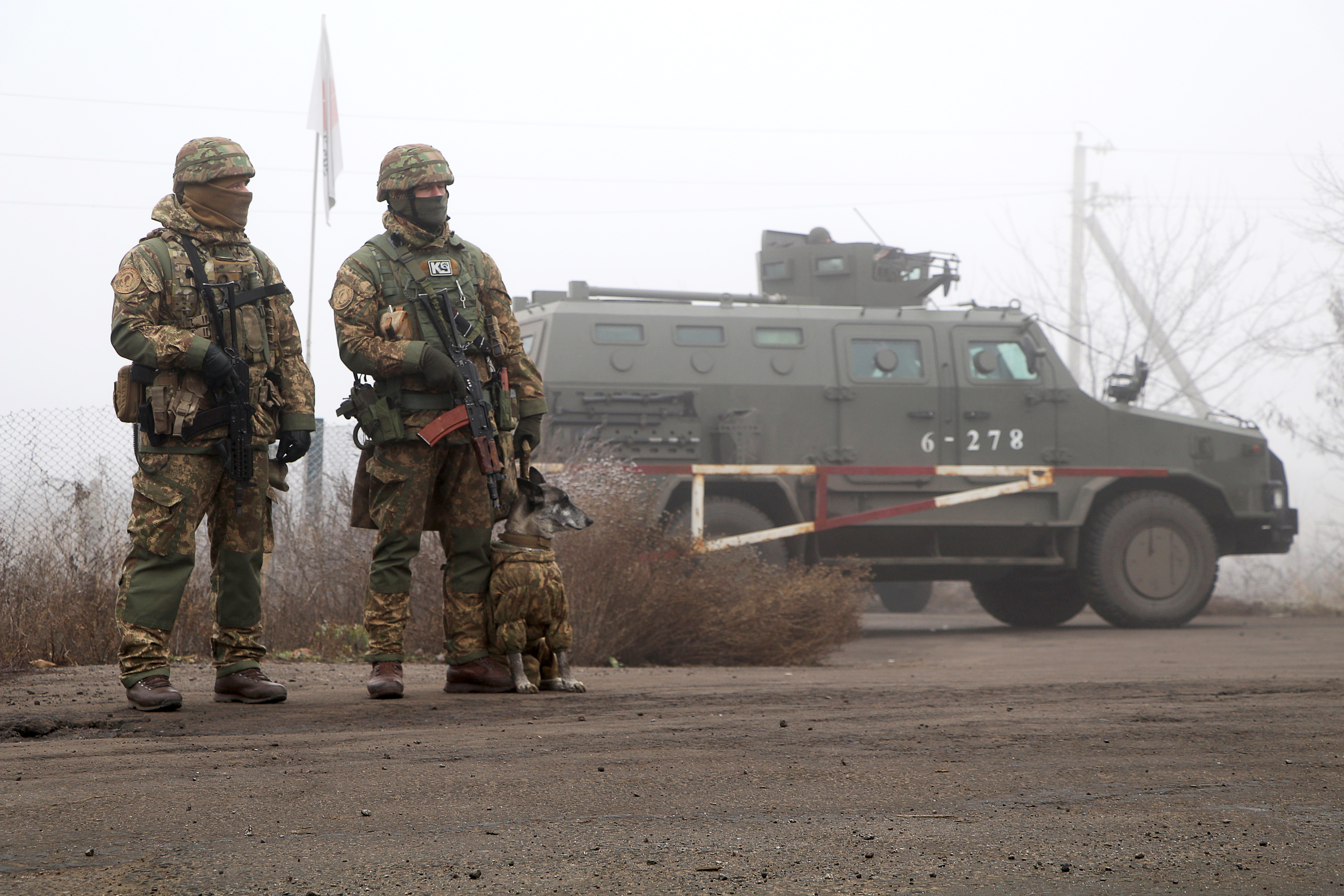
Бойцы Национальной гвардии на востоке Украины, 2019 год

К 25 марту 2019 года в войне на востоке Украины приняли участие более 34 тыс. нацгвардейцев, из которых 1364 были отмечены государственными наградами, в том числе 188 посмертно (включая трёх Героев Украины: генерал-майор Сергей Кульчицкий, лейтенант Богдан Завада, солдат Евгений Тельнов). Погибло 219 человек, 812 получили ранения и травмы, 14 нацгвардейцев пропали без вести.

### Вторжение России на Украину
2 февраля 2023 года в рамках рекрутингового проекта «Гвардия наступления» стало известно, что в составе Нацгвардии создано семь штурмовых бригад для отражения полномасштабного вторжения РФ:
- «Буревий» — 1-я Президентская бригада оперативного назначения имени Петра Дорошенко
- «Спартан» — 3-я бригада оперативного назначения имени полковника Петра Болбочана
- «Рубеж» — 4-я бригада оперативного назначения имени сержанта Сергея Михальчука
- «Азов» — 12-я бригада специального назначения
- «Хартия» — 13-я бригада оперативного назначения
- «Червона калина» — 14-я бригада оперативного назначения
- «Кара-Даг» — 15-я бригада оперативного назначения

## Задачи и функции Национальной гвардии
Согласно Закону Украины «О Национальной гвардии Украины» (с учётом изменений Закона от 24.12.2015 г. — выделены курсивом) Национальная гвардия Украины обязана:
- обеспечивать защиту и охрану жизни, прав, свобод и законных интересов граждан, общества и государства от преступных и иных противоправных посягательств, защищать конституционный строй Украины, целостность её территории от попыток изменения их насильственным путём;
- участвовать в обеспечении общественной безопасности и охране общественного порядка, в том числе во время проведения собраний, митингов, уличных шествий, демонстраций, других массовых мероприятий;
- принимать меры, направленные на предотвращение, выявление уголовных (административных) правонарушений;
- обеспечивать охрану объектов, охраняемых Национальной гвардией Украины, охранять базы материально-технического обеспечения Министерства внутренних дел Украины; охранять дипломатические представительства, консульские учреждения иностранных государств, представительства международных организаций на Украине;
- обеспечивать пропускной режим на охраняемых Национальной гвардией Украины объектах;
- обеспечивать охрану специальных грузов, в том числе ядерных материалов, при их перевозке по территории Украины;
- обеспечивать охрану органов государственной власти, осуществления мер государственной охраны органов государственной власти и должностных лиц, а также принимать участие в охране общественного порядка во время официальных визитов и других мероприятий с участием должностных лиц Украины и иностранных государств, в отношении которых осуществляется государственная охрана на территории Украины;
- принимать меры по пресечению деятельности незаконных военизированных или вооружённых формирований (групп), террористических организаций, организованных групп и преступных организаций;
- участвовать в антитеррористических операциях;
- принимать меры по задержанию лиц, подозреваемых в совершении уголовного преступления, лиц, совершивших побег из мест лишения свободы, дезертиров;
- оказывать помощь в ликвидации последствий природных, техногенных, экологических катастроф;
- участвовать в мероприятиях, связанных с прекращением вооружённых конфликтов и других провокаций на государственной границе, а также в мероприятиях по недопущению массового перехода государственной границы с территории сопредельных государств;
- участвовать в международном сотрудничестве, международных операциях по поддержанию мира и безопасности на основе международных договоров, согласие на обязательность которых предоставлено Верховной Радой Украины, в порядке и на условиях, определённых законами Украины;
- участвовать в восстановлении конституционного правопорядка, нарушенного при попытках захвата государственной власти или изменения конституционного строя путём насилия, а также в восстановлении деятельности органов государственной власти, органов местного самоуправления, нарушенного в результате совершения противоправных действий, в том числе на основе межнациональных и межконфессиональных конфликтов;
- поддерживать или восстанавливать правопорядок в районах возникновения особо тяжёлых чрезвычайных ситуаций техногенного и природного характера (стихийных бедствий, катастроф, больших пожаров, применения средств поражения, пандемий, панзоотий и т. д.), создающих угрозу жизни и здоровью значительных слоёв населения;
- разблокировать или прекращать противоправные действия в случае захвата важных объектов или местностей, угрожающие безопасности граждан и нарушающие нормальную деятельность органов государственной власти и органов местного самоуправления;
- противостоять массовым беспорядкам;
- формировать в особый период воинские части и подразделения и защищать важные государственные объекты, перечень которых определяется Кабинетом Министров Украины, специальные грузы, в том числе ядерные материалы, при их перевозке по территории Украины;
- вести боевые действия в случае вооружённого конфликта или угрозы нападения на Украину;
- выполнять задачи территориальной обороны;
- выполнять мероприятия правового режима при военном положении;
- участвовать в прекращении групповых противоправных действий лиц, взятых под стражу, осужденных, а также в ликвидации их последствий в учреждениях предварительного заключения, исполнения наказаний;
- конвоировать лиц, взятых под стражу и/или осужденных к лишению свободы, в Верховный Суд Украины, Высший специализированный суд Украины по рассмотрению гражданских и уголовных дел, апелляционные суды по рассмотрению гражданских и уголовных дел, местные общие суды, перечень которых определяется Министром внутренних дел Украины и соответствующих учреждения исполнения наказаний, предварительного заключения (кроме гауптвахт) и изоляторы временного содержания, а также охранять в зале суда;
- конвоировать лиц, взятых под стражу и/или осужденных к лишению свободы во время их экстрадиции;
- участвовать в розыске, преследовании и задержании лиц, взятых под стражу, лиц, осужденных к лишению свободы или аресту, сбежавших из-под стражи.

Национальная гвардия Украины является основным субъектом по прекращению массовых беспорядков. При осуществлении мер по пресечению массовых беспорядков Национальная гвардия Украины координирует деятельность сил и средств правоохранительных органов, привлеченных к прекращению указанных противоправных действий.

## Национальная гвардия Украины во время военного положения
- С момента введения на территории Украины правового режима военного положения Национальная гвардия Украины для выполнения задач по обороне государства подчиняется Министерству обороны Украины. (ст. 6-1 Закона Украины «О Национальной гвардии Украины», с изменениями согласно с Законом № 920-VIII від 24.12.2015)
- Воинские части (подразделения), которые осуществляют функции по конвоированию, экстрадиции и охране подсудимых, охрана дипломатических представительств и консульских учреждений иностранных государств в Украине во время действия военного положения остаются в подчинении Министерства внутренних дел Украины.(п. 3-2 раздела VIII Закона Украины «О Национальной гвардии Украины», с изменениями согласно с Законом № 920-VIII від 24.12.2015)

## Вооружение и военная техника
| Изображение                             | Тип                             | Производство                                  | Назначение                                         | Количество           | Примечания |
| Авиация                                 | Авиация                         | Авиация                                       | Авиация                                            | Авиация              | Авиация |
| --------------------------------------- | ------------------------------- | --------------------------------------------- | -------------------------------------------------- | -------------------- | --- |
|                                         | Ан-72В                          | Украина                                       | Транспортный самолёт                               | 2                    | По состоянию на 2022 год. 1 Ан-72В (серийный номер 15-02, бортовой номер 02 синий) был передан ВВ МВД в 1997 году, использовался до 2004, в январе 2015 года — введён в строй после ремонта. 1 Ан-72П (б/н 03 синий). |
|                                         | Ан-74                           | Украина                                       | Транспортный самолёт                               | 1                    | 1 самолёт. Бортовой номер 01 синий. |
|                                         | Ан-26                           | СССР                                          | Транспортный самолёт                               | 20                   | По состоянию на 2022 год. |
|                                         | Ту-134                          | СССР                                          | Транспортный самолёт                               | 2                    | По состоянию на 2022 год. |
|                                         | Ми-8                            | СССР                                          | Десантно-транспортный вертолёт                     | 7                    | По состоянию на 2022 год. |
|                                         | H-225M                          | Франция                                       | Многоцелевой вертолёт                              | 4                    | По состоянию на 2022 год (включая вертолёты под б/н 10 жёлтый и 11 жёлтый). Всего МВД планирует получить 55 вертолётов, из которых 21 вертолёт модели Н225. |
|                                         | H125                            | Франция                                       | Многоцелевой вертолёт                              | 2                    | По состоянию на 2022 год. |
|                                         | Ми-2МСБ                         | Украина                                       | Многоцелевой вертолёт                              | 1                    | По состоянию на 2022 год. |
|                                         | KS-1                            | Болгария                                      | Беспилотный летательный аппарат                    | некоторое количество | 1 декабря 2014 у компании ООО «Булкомерс КС ЕООД» (Болгария) были закуплены 2 шт. для в/ч 2269 |
| Бронетехника                            |                                 |                                               |                                                    |                      | |
|                                         | Т-72Б/М1                        | СССР                                          | основной боевой танк                               | 36                   | |
|                                         | БМ «Булат» Т-64Б1М Т-64БВ Т-64Б | Украина · Украина · СССР · СССР · СССР · СССР | основной боевой танк                               | 12 44                | Некоторое количество Т-64БМ, Т-64Б1М, Т-64БВ, Т-64Б1 и Т-64, 10 танков Т-64Б1М. |
|                                         | БМП-2                           | СССР                                          | боевая машина пехоты                               | 1                    | По состоянию на 2022 год. |
|                                         | БТР-4Е БТР-4                    | Украина                                       | бронетранспортёр                                   | более 10 ~50         | По состоянию на 2022 год. 23-24 марта 2014 года были получены первые 10 БТР-4, в общей сумме ближайшее время ожидается передать 58 машин, 12 апреля 2014 года началась отгрузка 42 машин забракованных по Иракскому контракту (29 БТР-4Е, 5 БТР-4К, 6 БММ-4С и 2 БТР-4КШ). 20 мая 2014 заказано ещё 40 БТР-4.                                               |
|                                         | БТР-3Е1Д БТР-3Е1 БТР-3          | Украина · Украина · Украина                   | бронетранспортёр                                   | 32+                  | БТР-3Е1Д — 16 мая 2016 года Национальной гвардии Украины были переданы первые 6 машин. За первое полугодие 2016 года Национальной гвардии Украины было передано 22 машины. БТР-3Е — 22 мая 2014 года 22 БТР-3Е заказаны для вооружённых сил и Национальной гвардии МВД Украины, к 14 августа 2015 года на вооружении Национальной гвардии стояло 50 БТР-3Е. |
|                                         | БТР-80                          | СССР                                          | бронетранспортёр                                   | некоторое количество | |
|                                         | БТР-70Т БТР-70                  | Украина · СССР                                | бронетранспортёр                                   | некоторое количество | 6 марта 2015 года партия БТР-70 была передана с Артёмовской базы хранения. В начале октября 2015 года представители компании «Техимпекс» сообщили, что 5 бронетранспортёров для Национальной гвардии Украины были модернизированы до уровня БТР-70ТА. |
|                                         | БТР-60                          | СССР                                          | бронетранспортёр                                   | Некоторое количество | |
|                                         | БРДМ-2Т                         | Украина                                       | Боевая разведывательная машина                     | 25                   | В начале октября 2015 года представители компании «Техимпекс» сообщили, что 2 БРДМ-2 для Национальной гвардии Украины были модернизированы до уровня БРДМ-2ТА. |
|                                         | КрАЗ-Шрек                       | Украина                                       | MRAP                                               | Некоторое количество | |
|                                         | KrAZ Hulk                       | Украина                                       | MRAP                                               | 1                    | |
|                                         | «Крепость на колёсах»           | Украина                                       | грузовой бронеавтомобиль                           | Некоторое количество | |
|                                         | KрАЗ-6322 «Раптор»              | Украина                                       | грузовой бронеавтомобиль                           | 10                   | |
|                                         | ББМ «Козак-2»                   | Украина                                       | MRAP                                               | 22                   | 14 марта 2015 получена 1 ранее заказанная бронемашина. Во второй половине марта 2015 года заключен контракт на поставку ещё 15 бронемашин, а в июне 2015 — на поставку ещё 22 бронемашин. 6 июля 2015 получено 10 из заказанных машин. |
|                                         | ББМ «Козак-5»                   | Украина                                       | MRAP                                               | 1                    | На вооружении спецотряда «Вега». |
|                                         | КрАЗ «Куга Дизель»              | Канада/ Украина                               | бронеавтомобиль                                    | некоторое количество | |
|                                         | КрАЗ «Куга»                     | Канада/ Украина                               | бронеавтомобиль                                    | не менее 10          | в августе 2014 заказаны 20 машин, 22 октября получены 10 машин |
|                                         | КрАЗ «Спартан»                  | Канада/ Украина                               | бронеавтомобиль                                    | не менее 27          | лицензионная версия Streit Group Spartan |
|                                         | СБА «Варта»                     | Украина                                       | бронеавтомобиль                                    | н/д                  | Очередная партия машин передана на вооружение 28 декабря 2017 года |
|                                         | «Новатор»                       | Украина                                       | бронеавтомобиль                                    | не менее 1           | Одна машина передана в Национальную гвардию в 2018 году. |
|                                         | «Mack Sherpa»                   | Франция                                       | бронеавтомобиль                                    | 1                    | Одна машина передана в Национальную гвардию в конце 2015 года для ознакомления и оценочных испытаний. |
|                                         | «Барс-8»                        | Украина                                       | бронеавтомобиль                                    | 0 (+90)              | |
|                                         | Toyota Land Cruiser             | Япония/ Великобритания                        | бронеавтомобиль                                    | 13                   | Бронированные Toyota Land Cruiser с защитой от мин и СВУ переданы Великобританией в 2022 году |
|                                         | АВС-40                          | Украина                                       | водомётный спецавтомобиль                          | н/д                  | В 2016 году заказана модернизация 2 машин. |
|                                         | Chevrolet Cargo Van             | США                                           | Инкассаторский бронеавтомобиль                     | 2                    | |
| Артиллерия и противотанковое вооружение |                                 |                                               |                                                    |                      | |
|                                         | БТР-3М1                         | Украина                                       | 82-мм САУ                                          | 1                    | |
|                                         | БТР-70М1                        | Украина                                       | 82-мм САУ                                          | 1                    | |
|                                         | Д-30                            | СССР                                          | 122-мм гаубица                                     | некоторое количество | По состоянию на 2022 год. |
|                                         | 120-мм миномёты                 | СССР/ Украина                                 | 120-мм миномёт                                     | некоторое количество | По состоянию на 2022 год. |
|                                         | ПТРК «Барьер»                   | Украина                                       | ПТУР                                               | некоторое количество | |
|                                         | ПТРК «Скиф»                     | Украина/ Беларусь                             | ПТУР                                               | некоторое количество | |
|                                         | СПГ-9                           | СССР                                          | 73-мм станковый противотанковый гранатомёт         | некоторое количество | По состоянию на 2022 год. |
|                                         | DRTG-73                         | Болгария                                      | 73-мм реактивная противотанковая тандемная граната | некоторое количество | |
|                                         | РПГ-7В                          | СССР                                          | 40-мм ручной противотанковый гранатомёт            | некоторое количество | |
| Средства ПВО                            |                                 |                                               |                                                    |                      | |
|                                         | ЗУ-23-2                         | СССР                                          | 23-мм спаренная зенитная установка                 | некоторое количество | По состоянию на 2022 год. Устанавливается на грузовики. |
|                                         | 9К38 «Игла»                     | СССР                                          | ПЗРК                                               | некоторое количество | По состоянию на 2022 год. |
| Автомобили                              |                                 |                                               |                                                    |                      | |
|                                         | Side-by-side                    | Китай                                         | квадроцикл                                         | некоторое количество | Используется с 2018 года, для транспортировки ПТРК Стугна-П |
|                                         | КрАЗ-5233ВЕ «Спецназ»           | Украина                                       | грузовой автомобиль повышенной проходимости        | некоторое количество | |
|                                         | КрАЗ-5133                       | Украина                                       | грузовой автомобиль                                | некоторое количество | |
|                                         | КамАЗ-43114                     | Россия                                        | грузовой автомобиль                                | 3                    | |
|                                         | МАЗ-4371 «АЗ»                   | Беларусь                                      | автомобиль для перевозки спецконтингента           | н/д                  | |
|                                         | ГАЗ-3309 «АЗ»                   | Россия                                        | автомобиль для перевозки спецконтингента           | н/д                  | |
|                                         | ГАЗ-3302 «АЗ»                   | Россия                                        | автомобиль для перевозки спецконтингента           | н/д                  | |
|                                         | Урал-43206                      | Россия                                        | грузовой автомобиль                                | 1                    | |
|                                         | КамАЗ-43253                     | Россия                                        | грузовой автомобиль                                | 20                   | |
|                                         | КамАЗ-4326                      | Россия                                        | грузовой автомобиль                                | 1                    | |
|                                         | КамАЗ-65117                     | Россия                                        | грузовой автомобиль                                | 5                    | |
|                                         | МАЗ-5316                        | Беларусь                                      | грузовой автомобиль повышенной проходимости        | 0 (+44)              | |
|                                         | МАЗ-6317                        | Беларусь                                      | грузовой автомобиль повышенной проходимости        | 4 (+44)              | |
|                                         | МАЗ-4371                        | Беларусь                                      | грузовой автомобиль                                | некоторое количество | |
|                                         | БАЗ T1618                       | Индия/ Украина                                | грузовой автомобиль                                | 2                    | |
|                                         | TATA LPT-613/38                 | Индия/ Украина                                | грузовой автомобиль                                | 30                   | |
|                                         | Isuzu NQR                       | Япония/ Украина                               | грузовой автомобиль                                | 60                   | |
|                                         | Isuzu NPR                       | Япония                                        | грузовой автомобиль                                | н/д                  | |
|                                         | ГАЗ-3308                        | Россия                                        | грузовой автомобиль                                | 6                    | |
|                                         | БАЗ-А081.20                     | Украина                                       | автобус                                            | 33                   | |
|                                         | БАЗ-А148                        | Украина                                       | автобус                                            | 26                   | |
|                                         | Ataman А093                     | Украина                                       | автобус                                            | 50                   | |
|                                         | Ataman А096                     | Украина                                       | автобус                                            | 10                   | |
|                                         | Богдан А-22110                  | Украина                                       | автобус                                            | 40                   | |
|                                         | Богдан А-20210                  | Украина                                       | автобус                                            | 10                   | |
|                                         | Ford Transit                    | США                                           | микроавтобус                                       | 66                   | |
|                                         | Great Wall Haval H3             | Китай                                         | автомобиль повышенной проходимости                 | 20                   | |
|                                         | Ford Ranger Truck               | США                                           | пикап                                              | 5                    | |
|                                         | ГАЗ-3221 «Газель»               | Россия                                        | микроавтобус                                       | н/д                  | |
|                                         | ГАЗ-2217 «Соболь»               | Россия                                        | микроавтобус                                       | н/д                  | |
|                                         | Toyota Hiace                    | Япония                                        | микроавтобус                                       | н/д                  | |
|                                         | Renault Duster                  | Франция                                       | автомобиль повышенной проходимости                 | н/д                  | |
|                                         | Chevrolet Niva                  | Россия                                        | автомобиль повышенной проходимости                 | н/д                  | |
|                                         | Toyota Land Cruiser             | Япония                                        | автомобиль повышенной проходимости                 | н/д                  | |
|                                         | Volkswagen Bora                 | Германия                                      | легковой автомобиль                                | н/д                  | |
|                                         | ZAZ Lanos/Sens                  | Украина                                       | легковой автомобиль                                | н/д                  | |

Кроме того, на вооружении НГУ находится стрелковое оружие: пистолеты ПМ, автоматы АК-74 и АКС-74, снайперские винтовки СВД и VPR-308, Barrett M107A1, ручные пулемёты РПК-74, автоматические гранатомёты АГС-17, а также ручные гранаты РГД-5.
В начале июля 2014 на вооружение НГУ поступили первые пять грузовиков КрАЗ, а также бронежилеты и каски польского производства.
В августе 2014 на вооружение НГУ поступил один БТР-80, переоборудованный в машину огневой поддержки пехоты «Джокер» — вооружённый четырьмя гранатомётами СПГ-9 и с установленными решётчатыми противокумулятивными экранами. Эта бронемашина была разработана в инициативном порядке и построена в одном экземпляре.
22 августа 2014 на вооружение НГУ передали три единицы техники, переоборудованных на предприятии НПО «Практика» (два бронированных грузовика КрАЗ-6322 и один медико-эвакуационный автомобиль на шасси ГАЗ-66)
Из транспортных средств НГУ располагает автобусами ПАЗ-3205, бронированным микроавтобусом «Volkswagen», одну машину «скорой помощи» и 10 автомашин.
Также в распоряжении силовой структуры есть автомашины «скорой помощи» (они были получены 27 ноября 2014), топливозаправщики, передвижная баня на шасси КрАЗ-6443, жилой модуль на базе КрАЗ-6322, экскаваторы-погрузчики JCB 4 CX ЕСО и SDLG «VOLVO» В887. В ноябре 2014 были заказаны 50 передвижных модулей для размещения и обогрева личного состава

## Структура
В структуру Национальной гвардии Украины входят:
1. Командование Национальной гвардии Украины — командующий, его первый заместитель и четыре заместителя;
2. Главное управление — орган военного управления, материально-технического и финансового обеспечения Национальной гвардии Украины;
3. Оперативно-территориальные объединения Национальной гвардии Украины
4. Соединения, воинские части и подразделения, высшие учебные заведения, учебные воинские части (центры), базы, учреждения и учреждения, не входящих в состав оперативно-территориальных объединений Национальной гвардии Украины.

Национальная гвардия Украины подчинена главному управлению Национальной гвардии Украины, подчиненное Министерству внутренних дел Украины. После введения режима военного положения переходит в подчинение верховного главнокомандующего. Сухопутная территория Украины поделена на шесть оперативно-территориальных зон, являющихся районами ответственности оперативно-территориальных командований «Западное», «Северное», «Восточное», «Центральное», «Южное» и «Крымское». Также воинские части делятся по назначению.

### Армейские корпуса
В 2025 году в структуре Национальной гвардии Украины было создано два корпуса: на основе 12-й бригады специального назначения "Азов" и 13-й бригады оперативного назначения "Хартия".
- 1-й корпус НГУ «Азов»
- 2-й корпус НГУ «Хартия»

### Оперативно-территориальные объединения

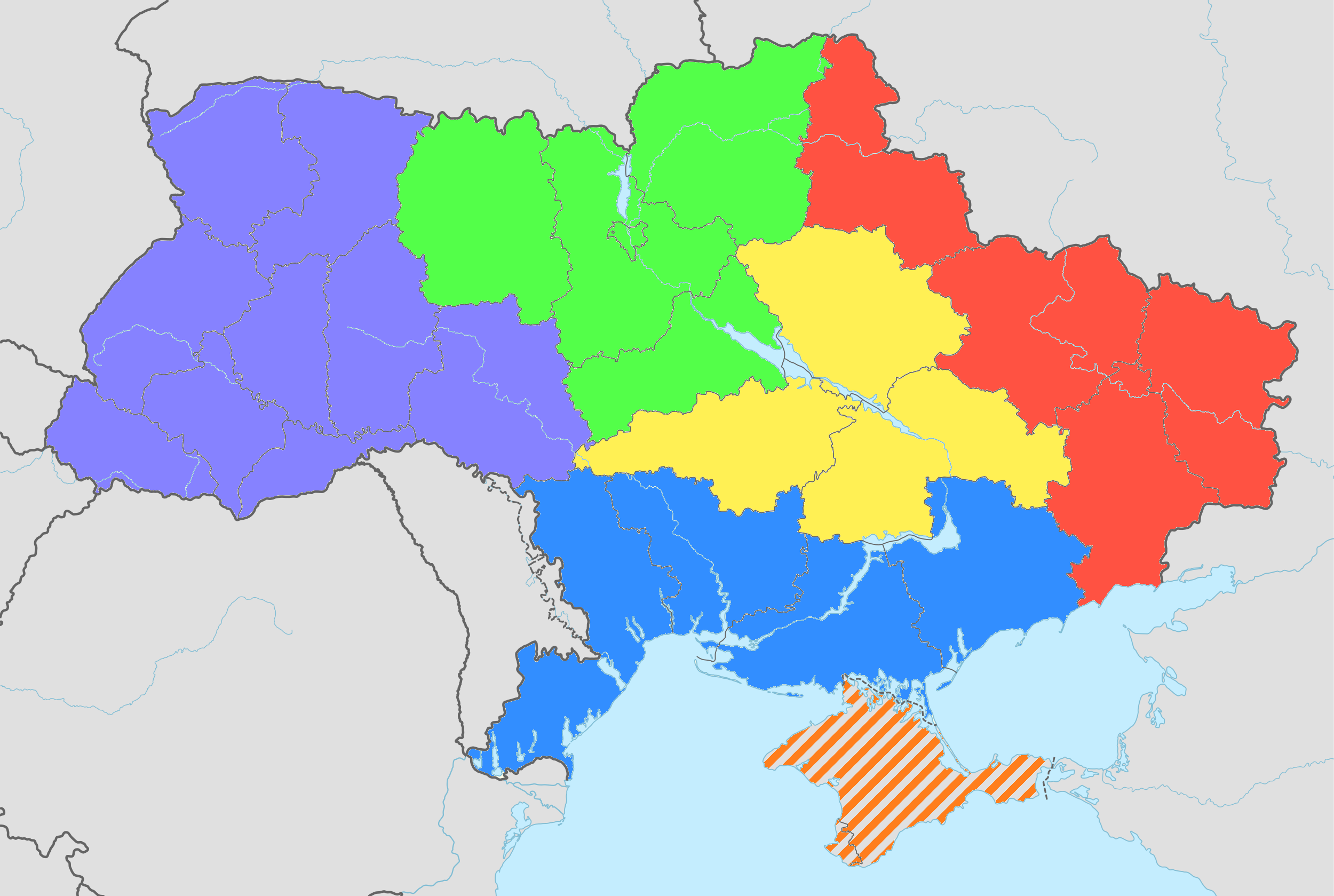
Оперативно-территориальные объединения НГУ
Западное ОТО
Южное ОТО
Северное ОТО
Восточное ОТО
Центральное ОТО
Крымское ОТО

Оперативно-территориальное объединение (ОТО) является основной военно-административной единицей Национальной гвардии Украины и предназначено для выполнения задач и функций, возложенных на Национальную гвардию Украины в пределах соответствующих зон ответственности (оперативного реагирования).
Основными задачами территориального управления НГУ является
- Обеспечение непосредственного руководства соединениями, воинскими частями и подразделениями, входящими в состав оперативно-территориального объединения, их боевой и мобилизационной готовности, комплектования их личным составом, вооружением, военной техникой и материально-техническими средствами;
- Подготовка всех видов служебно-боевой деятельности подчиненных соединений, воинских частей и подразделений и координация их совместных действий во время выполнения задач по назначению;
- Участие в обеспечении реализации государственной политики по вопросам деятельности Национальной гвардии Украины;
- Организация выполнения подчиненными соединениями, воинскими частями и подразделениями задач, возложенных на оперативно-территориальное объединение;
- Планирование в пределах своей компетенции применения соединений, воинских частей и подразделений, входящих в состав оперативно-территориального объединения.

Начальника территориального управления НГУ назначает на должность и освобождает от должности командующий Национальной гвардии Украины по согласованию с Президентом Украины.
Начальник территориального управления НГУ пользуется дисциплинарными правами командира дивизии.

### Службы и управления Главного управления НГУ
- Аппарат командующего
- Отдел автомобильной и бронетанковой техники и логистики
- Отдел внутреннего аудита
- Отдел связи и автоматизированных систем управления
- Отдел материального обеспечения
- Отдел вооружения
- Отдел оперативно-дежурной службы
- Отдел службы войск
- Инженерная служба
- Военно-медицинское управление
- Кинологическая служба
- Оперативное управление
- Организационно-штатный отдел
- Режимно-секретный отдел
- Служба охраны труда
- Служба пожарной безопасности
- Служба радиационной, химической и биологической защиты
- Служба разведки и противодействия терроризму
- Управление авиации
- Управление боевой и специальной подготовки
- Управление специальных операций
- Управление по охране общественного порядка
- Управление по конвоированию, экстрадиции и охраны подсудимых[129]
- Управление кадрового обеспечения
- Управление по работе с личным составом
- Управление расквартирования и капитального строительства
- Финансово-экономическое управление
- Юридическое управление

### Учебные заведения
- Национальная академия Национальной гвардии Украины, г. Харьков
- Факультет подготовки специалистов для НГУ Учебно-научного института подготовки специалистов для милиции общественной безопасности Национальной академии внутренних дел Украины
- Учебный центр Национальной гвардии Украины, в/ч 3007 (г. Золочев Львовской обл.)

В подготовке 1 951 бойцов Национальной гвардии с 2015 по 31 января 2022 год принимали участие канадские инструкторы в рамках операции «Unifier (Объединитель)».

### Воинские части
Северное ОТО (в/ч 3001, г. Киев)
- 1-я Президентская бригада оперативного назначения им. гетмана Петра Дорошенка, в/ч 3027 (с. Новые Петровцы, г. Ирпень Киевской обл.)
- 25-я отдельная бригада охраны общественного порядка, в/ч 3030 (г. Киев)
- 27-я отдельная бригада (конвойная), в/ч 3066 (г. Киев)
- 27-й отдельный полк, в/ч 3082 (г. Чернигов)
- 31-й отдельный полк, в/ч 3061 (г. Черкассы)
- 7-й отдельный батальон, в/ч 3047 (г. Житомир)
- Международный межведомственный многопрофильный центр подготовки подразделений НГУ, в/ч 3070 (с. Старое Киевской обл.)

Центральное ОТО (в/ч 3006, г. Днепр)
- 17-я бригада, в/ч 3052 (г. Полтава)
- 21-я отдельная бригада охраны общественного порядка, в/ч 3011 (г. Кривой Рог)
- 31-я бригада, в/ч 3036 (г. Днепр)
- 14-й отдельный батальон (конвойный), в/ч 3054 (г. Днепр)
- 26-й отдельный батальон, в/ч 3059 (г. Кременчуг)

Западное ОТО (в/ч 2250, г. Львов)
- Отдельный отряд специального назначения «Омега Запад»
- 2-я отдельная Галицкая бригада, в/ч 3002 (г. Львов, г. Тернополь)
- 14-я бригада оперативного назначения, в/ч 3028 (г. Калиновка Винницкой обл.)
- 24-й полк, в/ч 3113 (г. Черновцы)
- 26-й полк, в/ч 3115 (г. Ужгород)
- 36-й полк, в/ч 3053 (г. Хмельницкий, г. Каменец-Подольский)
- 40-й полк, в/ч 3008 (г. Винница)
- 45-й полк оперативного назначения, в/ч 4114 (г. Львов)
- 50-й полк, в/ч 1241 (г. Ивано-Франковск, г. Калуш
- 15-й отдельный батальон, в/ч 3055 (г. Ровно)
- 32-й отдельный батальон, в/ч 1141 (г. Луцк)
- Военный госпиталь, в/ч 3080 (г. Золочев Львовской обл.)

Южное ОТО (в/ч 3003, г. Одесса)
- 11-я бригада, в/ч 3012 (г. Одесса)
- 15-я бригада оперативного назначения, в/ч 3029 (г. Запорожье)
- 23-я отдельная бригада охраны общественного порядка, в/ч 3033 (г. Запорожье)
- 19-й полк охраны общественного порядка, в/ч 3039 (г. Николаев)
- 34-й отделенный полк, в/ч 3056 (г. Херсон)
- 18-й отдельный батальон, в/ч 3058 (г. Измаил)
- 19-й отдельный батальон (конвойный), в/ч 3026 (г. Запорожье)
- 34-й отдельный батальон (конвойный), в/ч 3014 (г. Одесса)

Восточное ОТО (в/ч 2240, г. Харьков)
- 3-я бригада оперативного назначения, в/ч 3017 (г. Харьков)
- 5-я отдельная Слобожанская бригада, в/ч 3005 (г. Харьков)
- 12-я бригада специального назначения «Азов», в/ч 3057
- 18-я бригада, в/ч 3035 (г. Славянск Донецкой обл.)
- 35-й отдельный полк, в/ч 3051 (г. Сумы)

Крымское ОТО 
Предусмотрено структурой, однако фактически не существует
Части прямого подчинения
- Отдельный отряд специального назначения по борьбе с терроризмом («Омега») (с. Новые Петровцы Киевской обл.)
- 4-я бригада быстрого реагирования, в/ч 3018 (пгт. Гостомель Киевской обл.)
- 1-й полк охраны особо важных государственных объектов, в/ч 3021 (г. Днепр)
- 2-й полк охраны особо важных государственных объектов, в/ч 3022 (г. Шостка Сумской обл.)
- 4-й полк охраны особо важных государственных объектов, в/ч 3024 (г. Павлоград)
- 1-й отдельный батальон охраны ОВГО, в/ч 3041 (г. Славутич Киевской обл.)
- 2-й отдельный батальон охраны ОВГО, в/ч 3042 (г. Энергодар Запорожской обл.)
- 3-й отдельный батальон охраны ОВГО, в/ч 3043 (г. Нетешин Хмельницкой обл.)
- 4-й отдельный батальон охраны ОВГО, в/ч 3044 (г. Южноукраинск Николаевской обл.)
- 5-й отдельный батальон охраны ОВГО, в/ч 3045 (г. Вараш Ровенской обл.)
- 22-я отдельная бригада по охране дипломатических представительств и консульских учреждений иностранных государств, в/ч 2260 (г. Киев)
- Гвардейская авиационная база, в/ч 2269 (г. Александрия Кировоградской обл.)
- Объединённый узел связи, в/ч 3077 (пгт. Новые Петровцы Киевской обл.)
- Отдельный батальон охраны и обеспечения ГУ НГУ, в/ч 3078 (г. Киев)
- База хранения вооружения и боеприпасов, в/ч 2276 (с. Климентово Сумской обл.)
- Склад горюче-смазочных материалов, в/ч 2274 (г. Запорожье)

#### Добровольческие батальоны
16 июня 2014 года министр внутренних дел А. Аваков издал приказ «Об утверждении Положения о воинских частях оперативного назначения Национальной гвардии Украины», который упорядочил формирование добровольческих подразделений Нацгвардии, начатое в апреле.
Первый добровольческий Батальон оперативного назначения Национальной гвардии Украины принес присягу на верность Украине 5 апреля 2014 года. Полтысячи гвардейцев в возрасте от 18 до 55 лет экстерном за три недели прошли специальную военную подготовку, после чего были зачислены в резерв НГУ. Присяга гвардейцев почти не отличалась от обычной армейской. Единственное отличие — это упоминание о тех, кто уже отдал жизнь за Украину. Уже 15 апреля Резервный батальон оперативного назначения Национальной Гвардии Украины, сформированный из добровольцев Самообороны Майдана, заступил на боевое дежурство в район Изюм — Славянск. Его подготовку проводил будущий Герой Украины генерал Сергей Кульчицкий.
В состав батальона было зачислено 350 бойцов. В мае-июне 2014 года из резервистов НГУ было дополнительно сформировано ещё два добровольческих батальона Национальной гвардии. Осенью 2014 года в составе Национальной гвардии Украины находились три добровольческих резервных батальона оперативного и специального назначения, которые закончили процесс обучения и боевого слаживания.
Среди них:
- Батальон оперативного назначения резервистов им. генерала Кульчицкого Национальной гвардии Украины, в составе в/ч 3066 (г.Киев), сформированный из 1-го и 2-го резервных батальонов Национальной гвардии Украины[135], сформированных в начале войны из представителей Самообороны Майдана;
- Батальон специального назначения резервистов «Донбасс» Национальной гвардии Украины, сформированный на основе 1-й роты добровольческого батальона территориальной обороны «Донбасс» Донецкой области, которым командует майор Анатолий Виногродский;
- 4-й Батальон оперативного назначения резервистов Национальной гвардии Украины «Крук», 50-й полк НГУ, в/ч 1241 (г. Ивано-Франковск), который принял в свои ряды добровольцев из разных регионов Украины[136][137][неавторитетный источник].
- Подразделение специального назначения «Азов»[138], реорганизованное из одноимённого добровольческого полка патрульной службы милиции особого назначения, которым командует подполковник милиции Андрей Билецкий.

В гвардии есть спортивные команды, одним из спортсменов-инструкторов работает А. Турчин.

## Руководство

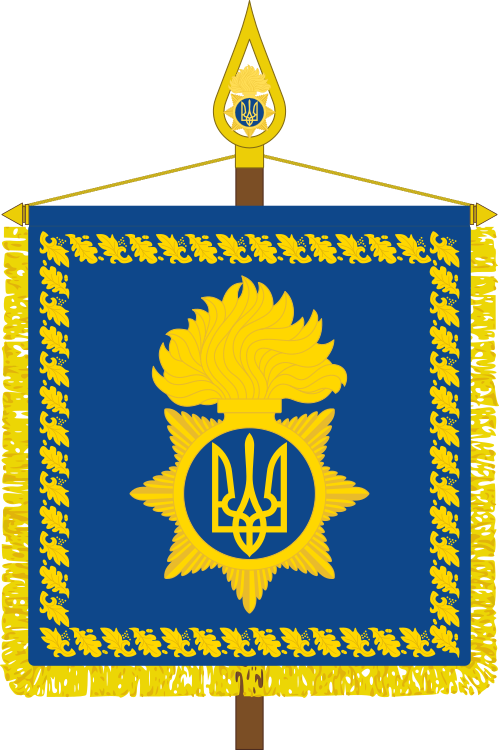
Штандарт командующего Национальной гвардией Украины

Военно-политическое и административное руководство Национальной гвардией Украины осуществляет Министр внутренних дел Украины (п. 1 ст. 6 Закона Украины «О Национальной гвардии Украины»)
Непосредственное военное руководство Национальной гвардии Украины осуществляет командующий Национальной гвардии Украины, который одновременно является начальником главного органа военного управления Национальной гвардии Украины (п. 1 ст. 7 Закона Украины «О Национальной гвардии Украины»)
Командующий
- бригадный генерал Пивненко Александр Сергеевич (с 8 июля 2023)

Первый заместитель командующего (начальник штаба) 
- бригадный генерал Гладков Вадим Сергеевич (с 24 ноября 2023 г.)[139]

Заместители командующего
- генерал-лейтенант Гордийчук Владимир Иванович (с 5 апреля 2024 г.)[140]
- полковник Осипенко Алексей Леонидович (с 24 ноября 2023 г.)[141]
- мастер-сержант Тимощук Дмитрий Владимирович, главный сержант

Бывшие командующие Национальной гвардией
- генерал-полковник С. Т. Полторак (с 19 марта по 14 октября 2014)
- генерал-лейтенант А. В. Кривенко (с 14 октября 2014 по 6 февраля 2015) (и. о.)
- генерал-лейтенант Н. И. Балан (с 6 февраля 2015 по 30 декабря 2015; с 7 мая 2019 по 14 июня 2019) (и. о.)
- генерал-полковник Ю. В. Аллеров (с 30 декабря 2015 по 7 мая 2019)[142][143]
- генерал-полковник Н. И. Балан (с 14 июня 2019 по 27 января 2022)[144][145]
- генерал-лейтенант Ю. А. Лебедь (и. о. с 27 января 2022 по 8 июля 2023)[146]

## Галерея

Эмблема Национальной гвардии (с 2014 года)
Большая эмблема Национальной Гвардии (с 2014 года). Эмблема на воротник кителя
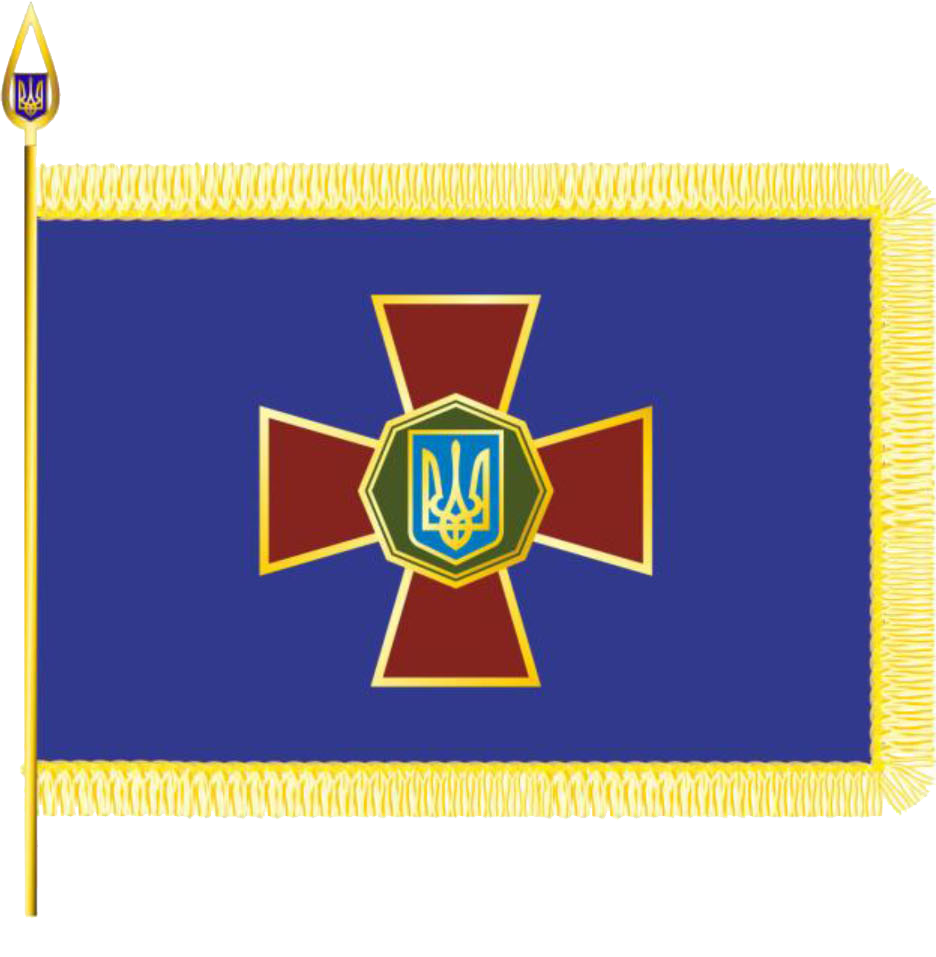
Аверс флага Национальной гвардии Украины (с 2014 года)
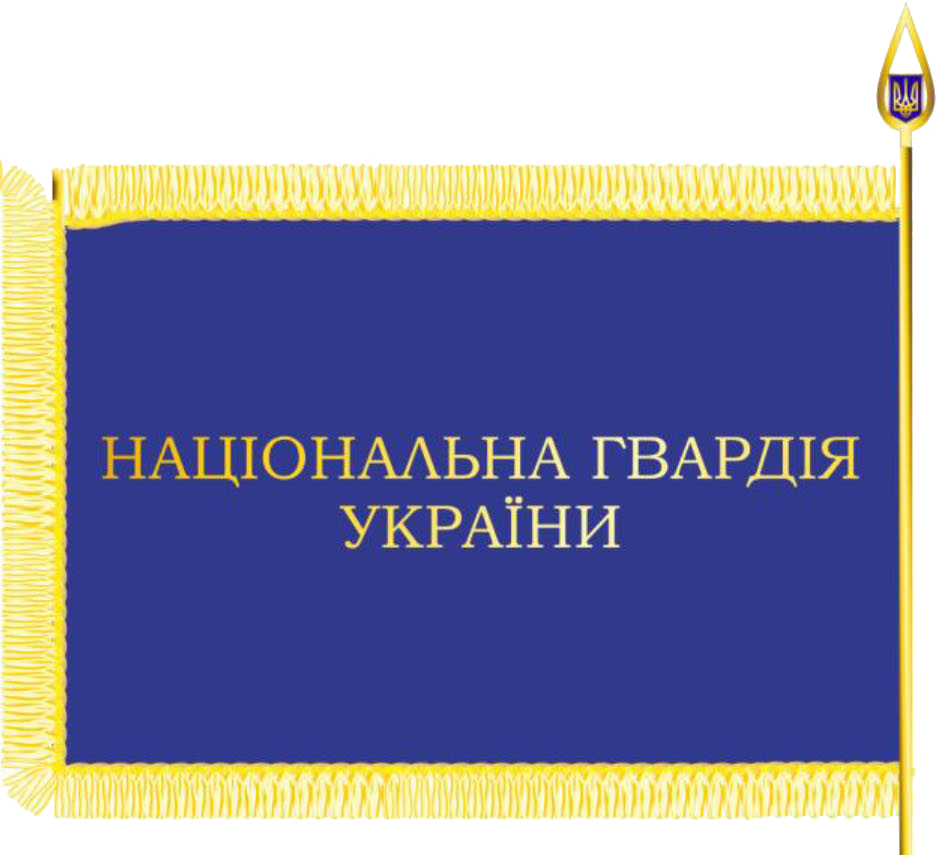
Реверс флага Национальной гвардии Украины (с 2014 года)
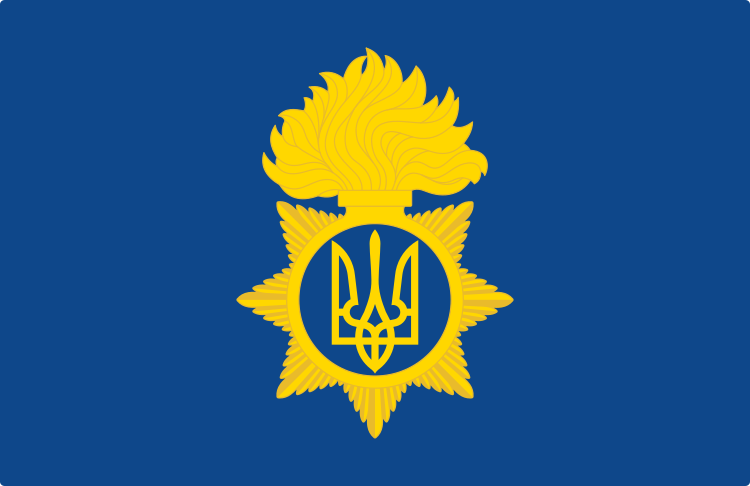
Проект флага Национальной гвардии Украины 2016 года
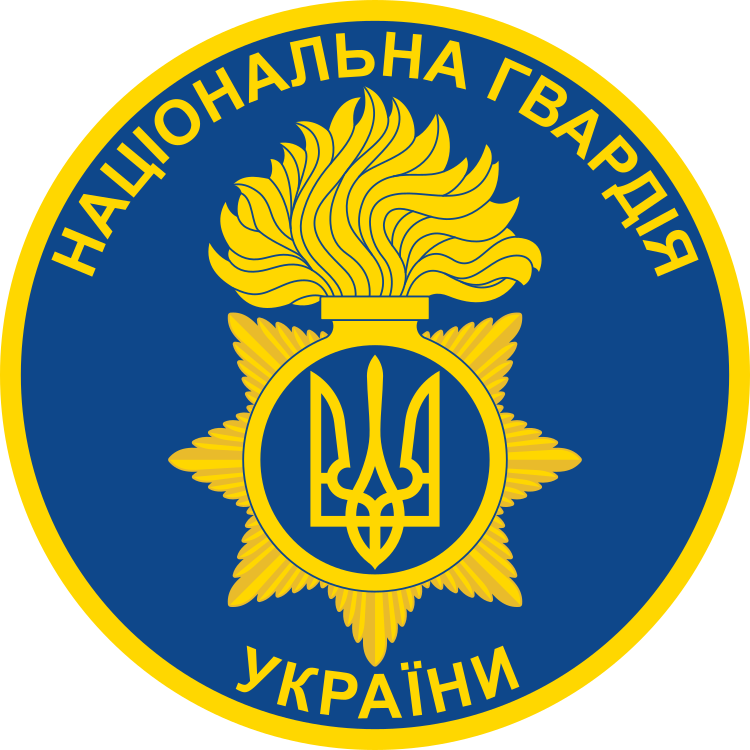
Патч НГУ с трезубцем на парадную форму частей по охране общественного порядка
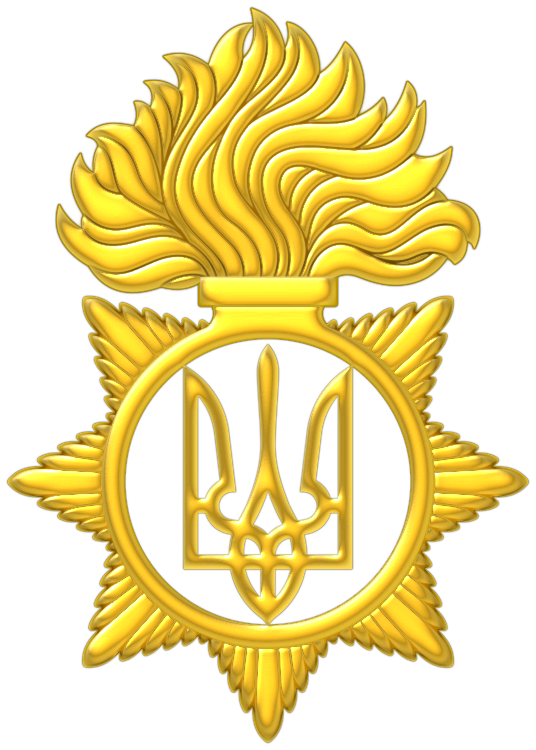
Кокарда НГУ
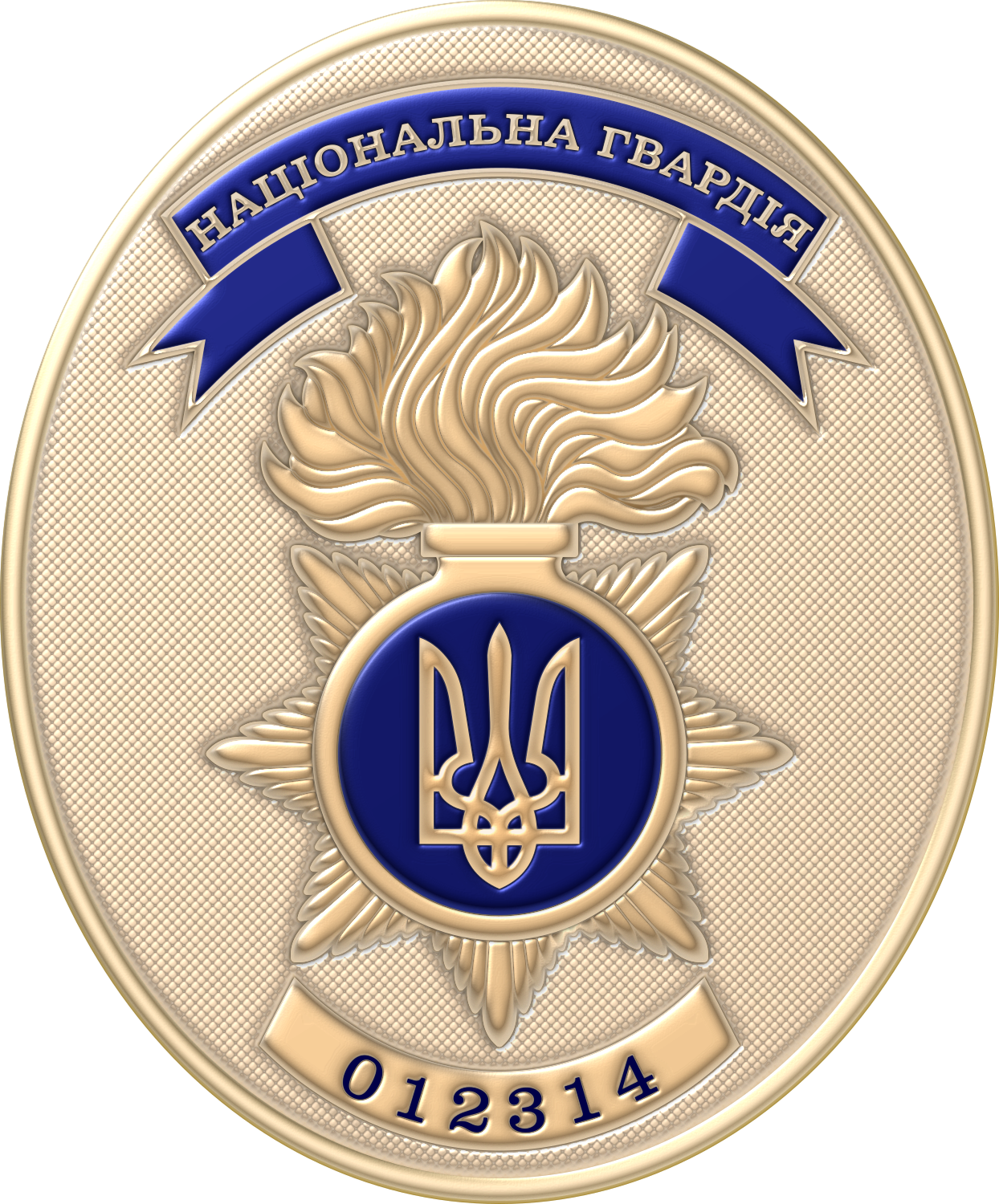
Нагрудный знак с личным номером нацгвардейца